# Distretto di Chaclacayo
Il distretto di Chaclacayo (spagnolo: Distrito de Chaclacayo) è un distretto del Perù che appartiene geograficamente e politicamente alla provincia e dipartimento di Lima.